# Eizo Sakata
Pour les articles homonymes, voir Sakata.
Eizo Sakata (坂田 英三, Sakata Eizō) est un land artiste né à Toyohashi (Japon) vivant à Paris et travaillant in-situ dans des contextes très différents les uns des autres. Sa création touche de nombreux domaines (peinture, Land art, performance). Sa démarche, qu'il nomme « passivité active », consiste à s'imprégner du contexte naturel et culturel avant d'apporter une réponse créative spécifique. C'est sa manière d'évoquer ses préoccupations écologiques, d'intervenir dans la nature. L'eau, principale composante du vivant, est souvent au centre de ses œuvres. Ainsi, on retrouve cet élément dans son projet d'été 2013, toujours en cours, de dessins à l'eau de mer et à l'encre de chine.

## Œuvres
- Tableaux de pluie : enregistrement de l'impact de la pluie sur du pigment dans différents contextes
- Aburidashi : dessins avec des fruits et des végétaux
- Peinture : base de toute création, recherche de l'impact visuel
- Baisers sans frontières : Collecte de baisers à l'encre sympathique (jus de raisin)
- Travaux in-situ : installations éphémères à partir de matériaux trouvés sur place et interaction avec le public
- Dessins à l'eau de mer et à l'encre de chine (projet "One Day One Work")[4]

## Expositions
- Galerie Kunang Kunang, Nagoya (Japon) en 2000 et 2004
- Espace culturel franco-japonais Bertin Poirée (Paris), 2001
- Galerie Le Garage, Lorgues (Var), 2002
- Musée municipal de Santo (Shiga, Japon), 2004
- Galerie Art Base, Bruxelles, 2006
- L-gallery, Nagoya (Japon), 2007, 2012 et 2018[5]
- La Vitrine, Paris: Eau de la Butte au Caille, 2007
- Galerie Kamila Regent, Provence, France, 2012, 2018 et 2020
- Galerie 89, Paris, France, 2014
- Forme Gallery, Tokyo, 2019

## Créations évènementielles et manifestations collectives
- "Bar de l'eau", piscine de la Butte aux Cailles, Paris, 2003
- "Collecte de baisers de la Nuit Blanche", Musée Montparnasse, Paris, 2003
- "L'eau et le feu", Maison des arts, Carcès (Var) 2003
- "Résidence au Ghana - Fondation J.P. Blachère", Accra, Ghana, 2004
- "Chantiers d'arts", Cunlhat (Puy de Dôme), 2005 et 2006
- "Artistes au jardin", Roseraie du Châtelet (Franche-Comté), 2006
- "Histoires d'Eau, Histoire d'Art", Gréoux (Alpes-de-Haute-Provence), 2007 et 2008
- "LEXIBITION", L-gallery. Nagoya, Japon, depuis 2008
- "Catalogne - Vent de l'est", Galerie Marques-U, Cadaques (Espagne), 2008
- "Arts au Vert", Val de Munster (Alsace), 2008
- "Couleur(s) d'automne", Annemasse (Haute-Savoie), 2008
- "Tashkentale", Tachkent et Bukhara, Ouzbékistan, 2008
- "Parcours des Fées", Vallée de Crévoux et Vallée d'Ubaye, (Hautes-Alpes) 2009
- "Chemin d'Art", Saint Flour (Cantal), 2009
- "I-Park Environnemental Art Featival", Connecticut, E.U., 2009
- "Out of Space", Nature Reserve De Rottige Meente, Pays-Bas, 2010
- "Erzurum Painting Symposium", Erzurum, Turquie, 2010
- "L'Art en passant", Souterraine (Creuse), 2010
- "Parcours Croisés", Cambremer (Eure), 2010
- "Geumgang Nature Art Biennale", Geumgang, Corée, 2010
- "Résidence hito - turismo creativo en los pirineos" (programme des Pépinières européennes pour jeunes artistes), Jocas et Abizanda, Espagne, 2011 et 2012
- "Art Bosphorus", Istanbul, Turquie, 2012
- "Nuit Blanche Amiens" 2013
- "Transversale B"  Barclay’s (Agence George V, Victor Hugo), Paris, 2015
- "Sentiers des Arts" Charente-Maritîme, 2016
- Studio Amendier, Paris, 2016
- "Icare" Maison Vaillant - Orangerie , Verrières le Buisson, 2018
- "Convergence autour de Krasno",  La Tannerie, Houdan (Yvelines) 2019
- "Summer Group Show", Pierre-Yves Caër Gallery, Paris, 2019
- "Après Fukushima", Espace Bertin Poirée, Paris 2019
- "FRAGILITÉS", La Ruche, Paris, 2020

## Prix et distinctions
- Bourse Pilar Juncosa et Sotheby's (Fondation Pilar et Juan Miro à Majorque), 1998
- Soutien de la fondation du Japon à Paris, 1998 et 2000